# Ljubiša Tumbaković
Ljubiša Tumbaković (Belgrád, 1952. szeptember 2. –) korábbi jugoszláv válogatott labdarúgó, edző.

## Pályafutása

### Játékosként
A Belgrád melletti Dorćol városában született, pályafutását a Radnički Beogradban kezdte 1962-ben. Két évvel később csatlakozott a FK Partizanhoz. Bár kétszer is kölcsönadták, pályafutása végéig it játszott, összesen 45 mérkőzésen hat gólt ért el a belgrádi csapat színeiben.

## Edzőként
Edzői pályafutását is a Partizánnál kezdte, Tumbaković 1992-ben vette át a csapat irányítását és rögtön első évében bajnoki címig vezette csapatát. Még négyszer sikerült az élen végezniük a jugoszláv bajnokságban és emellett nyertek három kupát is, Tumbakovićot pedig szerződtette kispadjára a görög AÉK, akikkel bajnoki bronzérmet szerzett az 1999-2000-es szezonban. A következő idényben már ismét a Partizan kispadján ült és bár a délszláv háború miatt a bajnokság egy ideig szünetelt,  a 2000-2002-es idényben újra bajnokságot nyert csapatával. Ezt követően felállt a belgrádi kispadról, és mindezt úgy tehette, hogy majd egy évtizedig irányította a Partizant ezalatt pedig a jugoszláv futball egyik legeredményesebb edzője lett. Ezt követően rövid Szaúd-arábiai kitérő után a kínai Shandong Luneng edzője lett. Öt éven át irányította a Shandongot, két bajnoki címet és egy kupát nyert irányításával a csapat.

## Statisztikája edzőként
Legutóbb frissítve: 2020. december 14-én
| Csapat         | Nemzet     | –tól         | –ig            | Eredményességi mutató | Eredményességi mutató | Eredményességi mutató | Eredményességi mutató | Eredményességi mutató |
| Msz            | Gy         | D            | V              | Gy %                  |                       |                       |                       |                       |
| -------------- | ---------- | ------------ | -------------- | --------------------- | --------------------- | --------------------- | --------------------- | --------------------- |
| Partizan       | Szerb      | 1992 július  | 1999 június    | 295                   | 214                   | 46                    | 35                    | 72.54                 |
| AÉK            | Görög      | 1999 június  | 2000 január    | 26                    | 14                    | 5                     | 7                     | 53.85                 |
| Partizan       | Szerb      | 2000 május   | 2002 december  | 110                   | 80                    | 15                    | 15                    | 72.73                 |
| Santung Lüneng | Kínai      | 2004 január  | 2009 november  | 203                   | 118                   | 47                    | 38                    | 58.13                 |
| Steel Azin     | Irán       | 2010 július  | 2010 október   | 10                    | 3                     | 3                     | 4                     | 30                    |
| Vuhan Zall     | Kínai      | 2013 április | 2013 augusztus | 15                    | 1                     | 4                     | 10                    | 6.67                  |
| Montenegró     | Montenegró | 2016 január  | 2019 június    | 27                    | 7                     | 8                     | 12                    | 25.93                 |
| Szerbia        | Szerbia    | 2019 július  | 2020 december  | 14                    | 6                     | 5                     | 3                     | 42.86                 |
| összesen       | összesen   | összesen     | összesen       | 734                   | 458                   | 144                   | 121                   | 62.4                  |